# پاسگاه (فیلم ۱۹۹۵)
پاسگاه (به مجاری: A részleg) یک فیلم درام مجارستانی به کارگردانی پتر گوتا محصول سال ۱۹۹۵ است. این فیلم در بخش نوعی نگاه در جشنواره فیلم کن ۱۹۹۵ به نمایش درآمد. این فیلم به عنوان ورودی مجارستان برای جایزه اسکار بهترین فیلم بین‌المللی در شصت و هشتمین دوره جوایز اسکار انتخاب شد اما به عنوان نامزد پذیرفته نشد.